# Les Années Odéon
 (janvier 2020).
Les Années Odéon est un coffret de 8 CD compilant l'intégralité des enregistrements studios et publics de Léo Ferré pour la maison de disques Odéon, entre 1953 et 1958. Il sort en 1993.
Les Années Odéon est également un triple CD long box compilant l'intégralité des chansons studios de la période Odéon de l'artiste. Il sort en 2002.

## Léo Ferré chez Odéon
En avril 1953, Léo Ferré commence les premières séances studio pour la firme Odéon, qui voit paraître le 33 tours 25 cm Paris canaille sur lequel Ferré chante pour la première fois Guillaume Apollinaire (Le Pont Mirabeau). Après avoir été refusé par Yves Montand, Les frères Jacques et Mouloudji, la chanson Paris canaille chantée par Catherine Sauvage est un succès. Pour Ferré c'est la fin de la précarité, les interprètes qui l'ignoraient viennent à lui. Il met à profit cette « bouffée d'oxygène » pour se consacrer à la composition d'un oratorio sur La Chanson du mal-aimé (il lui consacre plus d'un an de travail, de mars 1952 à avril 1953), vaste poème de Guillaume Apollinaire, dont le recueil Alcools exerce une influence majeure sur sa propre écriture poétique.
En décembre, Léo Ferré chante à L'Arlequin. Le Prince Rainier de Monaco est des spectateurs, il lui propose de créer à l'Opéra de Monte-Carlo, La Chanson du mal-aimé.

L'œuvre, pour quatre chanteurs lyriques, est créée sous la baguette du compositeur le 29 avril 1954 à l'Opéra de Monte-Carlo. La Symphonie interrompue, que Léo Ferré compose en trois mois, complète le programme. Une captation radiophonique de cette unique représentation est réalisée et est diffusée par Radio Monte-Carlo le 3 mai. Longtemps on a cru la bande détruite, il n'en était rien. Après plusieurs démarches infructueuses pour faire vivre sur scène son adaptation du poème d'Apollinaire, Ferré verra son opiniâtreté récompensée en enregistrant l'oratorio sur disque en 1957.
Odéon lui alloue plus de moyens ; ainsi à l'automne 1954, pour l'enregistrement de son second 33 tours 25 cm Le Piano du pauvre, dont il signe tous les arrangements et où pour la toute première fois il dispose d'un grand orchestre qu'il dirige lui-même. Pour des raisons inconnues, cette expérience reste sans lendemain jusqu'en 1971.
L'année 1954 est décisive pour la reconnaissance de Ferré, comme auteur, interprète et aussi et surtout comme compositeur. Sa renommée va croître au fil des disques et des succès tels que Le piano du pauvre, L'Homme (1954), Le Guinche, ou encore Pauvre Rutebeuf (1955).

Cette progression vers la reconnaissance se concrétise par un passage du cabaret au music-hall, avec un récital en vedette à L'Olympia en mars 1955. Cette fois encore le succès est mitigé et Ferré ne se produit plus dans une grande salle parisienne durant trois ans. Odéon sort le premier 33 tours 30 cm et premier live de l'artiste Récital Léo Ferré à l'Olympia, qui obtient un accueil très confidentiel.
En 1956, il publie son troisième 25 cm, Le Guinche, d'où se distingue Pauvre Rutebeuf, d'après plusieurs textes du poète du XIIIe siècle Rutebeuf. Ce titre va connaître un succès international et devenir un classique très apprécié à travers le monde à l'instar du Déserteur de Boris Vian ou du Galérien de Léo Poll.
Les surréalistes Benjamin Péret et André Breton saluent ses talents de poète. Breton entretient une amitié suivie avec lui, mais refuse cependant de rédiger la préface de son premier recueil de poésies Poète... vos papiers !, dont il n'apprécie pas la teneur. Les deux hommes se brouillent.

Ferré accompagne la publication de son recueil (aux éditions de la Table Ronde) par la sortie d'un album éponyme, où sa femme récite une sélection de poèmes, tandis qu'il chante  L'été s'en fout et Les Copains d'la neuille.
Toujours la même année, Ferré compose La Nuit, un ballet-oratorio que lui a commandé le chorégraphe Roland Petit. C'est une expérience malheureuse et Ferré va abandonner pour de longues années ses ambitions musicales au profit de l'écriture. Il commence la rédaction de Benoît Misère, qui sera son unique incursion dans le champ du roman.
1957 célèbre le centenaire de la publication du recueil Les Fleurs du mal de Charles Baudelaire. Léo Ferré fait paraître la même année un album éponyme, devenant le premier chanteur à consacrer la totalité d'un LP à un poète.
Ces deux albums confèrent au chanteur un statut particulier, qu'il entendra faire perdurer toute son existence. L'artiste, ambitieux et exigeant, désire mener une « croisade poétique » pour faire voler en éclats la distinction entre poésie et chanson, et pour contrecarrer par le haut ce qu'il juge être la médiocrité des paroliers de son époque.
L'année suivante sort un super 45 tours qui avec les titres Java partout, La Zizique et Mon sébasto, confirme que Ferré, malgré ses ambitions de compositeur, ne néglige pas pour autant son public des cabarets, où il continue à régulièrement se produire. Il y rencontre Paul Castanier, pianiste aveugle (qui va devenir son accompagnateur jusqu'en 1973), le guitariste Barthélémy Rosso (qui jouera pour Félix Leclerc et Georges Brassens). Ferré se lie également avec le pianiste et arrangeur Jean-Michel Defaye, la chanteuse et ondiste Janine de Waleyne.
Accompagné par Castanier et Rosso, auquel s'est joint l'accordéon de Jean Cardon, Léo Ferré pour la troisième fois s'essaie à séduire le public d'une grande salle parisienne. C'est ainsi qu'il est, du 3 au 15 janvier 1958, sur la scène de Bobino. L'artiste qui reste sur le succès mitigé de l'Olympia de 1955, n'est plus désormais contraint d'être « figé » devant son piano, il interprète désormais ses chansons en les accompagnant d'une gestuelle travaillée. Un jeu de scène — qu'il abandonnera par ailleurs très vite, pour revenir à plus de sobriété devant le public — qui lui vaut d'être désormais reconnu comme interprète. Un album live Léo Ferré à Bobino est distribué.
Léo Ferré publie son cinquième et ultime album chez Odéon, Encore du Léo Ferré. Ce 30 cm inclut la chanson « Le Temps du tango », qui est son premier vrai succès personnel en tant qu'interprète. Les titres « La Vie moderne », « Dieu est nègre » et « Le Jazz band » comptent parmi les futurs classiques de l'artiste.
Léo Ferré quitte la maison de disques Odéon, pour laquelle en six ans, il a produit treize 78 tours (de 1953 à 1955), une trentaine de super 45 tours (y compris les rééditions), trois 33 tours 25 cm et six 33 tours 30 cm originaux, (où figure Poète... vos papiers ! de 1956, dit par sa compagne).

### Autour du coffret
- Référence originale :

### Autour du Long box
- Référence originale : Sony SMM 5093072

## Titres
- Textes et musiques sont de Léo Ferré, sauf indications contraires et/ou complémentaires.

### Titres du coffret
| 1.  | Judas                     |                                      | 2:44 |
| 2.  | Paris Canaille            |                                      | 3:20 |
| 3.  | Monsieur William          | Jean-Roger Caussimon                 | 3:41 |
| 4.  | Notre amour               |                                      | 2:48 |
| 5.  | Martha la mule            |                                      | 2:23 |
| 6.  | Les Grandes Vacances      |                                      | 3:27 |
| 7.  | Le Pont Mirabeau          | Guillaume Apollinaire                | 2:58 |
| 8.  | Et des clous              |                                      | 2:18 |
| 9.  | Les Cloches de Notre-Dame |                                      | 2:12 |
| 10. | Vitrines                  |                                      | 4:31 |
| 11. | La Chambre                | René Baer                            | 3:00 |
| 12. | Le Parvenu                |                                      | 3:19 |
| 13. | Le Piano du pauvre        |                                      | 3:10 |
| 14. | L'Homme                   |                                      | 2:46 |
| 15. | À la Seine                | Jean-Roger Caussimon                 | 3:18 |
| 16. | Mon p'tit voyou           |                                      | 3:32 |
| 17. | Graine d'ananar           |                                      | 3:12 |
| 18. | Notre-Dame de la mouise   | Albert Willemetz, Madeleine Rabereau | 3:24 |
| 19. | Merci mon dieu            |                                      | 2:42 |

| 1.  | Vise la réclame       |          | 2:56 |
| 2.  | La Rue                |          | 2:54 |
| 3.  | Monsieur mon passé    |          | 3:22 |
| 4.  | L'Âme du rouquin      |          | 3:22 |
| 5.  | La Vie                |          | 2:10 |
| 6.  | La Chanson triste     |          | 3:19 |
| 7.  | En amour              |          | 2:22 |
| 8.  | Le Fleuve des amants  |          | 2:18 |
| 9.  | Le Guinche            |          | 2:47 |
| 10. | La Fortune            |          | 3:14 |
| 11. | Ma vieille branche    |          | 4:33 |
| 12. | T'en as               |          | 2:20 |
| 13. | La Grande Vie         |          | 3:20 |
| 14. | Le Temps du plastique |          | 2:36 |
| 15. | Pauvre Rutebeuf       | Rutebeuf | 3:23 |
| 16. | L'Amour               |          | 2:16 |

| 1.  | Mon Sébasto                           | Jean-Roger Caussimon | 5:11 |
| 2.  | Java partout                          |                      | 3:07 |
| 3.  | La Zizique                            |                      | 2:52 |
| 4.  | Le Temps du tango                     | Jean-Roger Caussimon | 3:50 |
| 5.  | La Chanson triste (2e version)        |                      | 3:27 |
| 6.  | La Vie moderne                        |                      | 7:26 |
| 7.  | Mon camarade                          | Jean-Roger Caussimon | 4:14 |
| 8.  | L'été s'en fout (2e version)          |                      | 3:28 |
| 9.  | Le Jazz band                          |                      | 3:42 |
| 10. | L'Étang chimérique                    |                      | 3:15 |
| 11. | Dieu est nègre                        |                      | 5:14 |
| 12. | Les Copains d'la Neuille (2e version) |                      | 3:35 |
| 13. | Tahiti                                |                      | 4:20 |

- Le volume 4 restitue l'album Les Fleurs du mal enregistré en 1957, à l'occasion du centenaire du recueil de Charles Baudelaire.
- Le volume 5 restitue l'album Récital Léo Ferré à l'Olympia de 1955.
- Le volume 6 restitue l'album Léo Ferré à Bobino de 1958.
- Le volume 7 restitue l'album La Chanson du mal aimé de 1957

| 1. | L'été s'en fout             |              |      |
| 2. | Les Copains d'la Neuille    |              |      |
| 3. | Moi, j'vois tout en bleu... |              | 3:19 |
| 4. | Soleil                      | Luc Bérimont | 2:50 |
| 5. | Noël                        | Luc Bérimont | 4:50 |

### Titres du Long Box
| 1.  | Paris Canaille            |                                      | 3:20 |
| 2.  | Monsieur William          | Jean-Roger Caussimon                 | 3:41 |
| 3.  | Judas                     |                                      | 2:44 |
| 4.  | Notre amour               |                                      | 2:48 |
| 5.  | Martha la mule            |                                      | 2:23 |
| 6.  | Les Grandes Vacances      |                                      | 3:27 |
| 7.  | Le Pont Mirabeau          | Guillaume Apollinaire                | 2:58 |
| 8.  | Et des clous              |                                      | 2:18 |
| 9.  | Les Cloches de Notre-Dame |                                      | 2:12 |
| 10. | Vitrines                  |                                      | 4:31 |
| 11. | La Chambre                | René Baer                            | 3:00 |
| 12. | Le Parvenu                |                                      | 3:19 |
| 13. | Le Piano du pauvre        |                                      | 3:10 |
| 14. | L'Homme                   |                                      | 2:46 |
| 15. | À la Seine                | Jean-Roger Caussimon                 | 3:18 |
| 16. | Mon p'tit voyou           |                                      | 3:32 |
| 17. | Graine d'ananar           |                                      | 3:12 |
| 18. | Notre-Dame de la mouise   | Albert Willemetz, Madeleine Rabereau | 3:24 |
| 19. | Merci mon dieu            |                                      | 2:42 |
| 20. | Vise la réclame           |                                      | 2:56 |
| 21. | La Rue                    |                                      | 2:54 |
| 22. | Monsieur mon passé        |                                      | 3:22 |
| 23. | L'Âme du rouquin          |                                      | 3:22 |
| 24. | La Vie                    |                                      | 2:10 |

| 1.  | Pauvre Rutebeuf              | Rutebeuf           | 3:23 |
| 2.  | La Chanson triste            |                    | 3:19 |
| 3.  | En amour                     |                    | 2:22 |
| 4.  | Le Fleuve des amants         |                    | 2:18 |
| 5.  | Le Guinche                   |                    | 2:47 |
| 6.  | La Fortune                   |                    | 3:14 |
| 7.  | Ma vieille branche           |                    | 4:33 |
| 8.  | T'en as                      |                    | 2:20 |
| 9.  | La Grande Vie                |                    | 3:20 |
| 10. | Le Temps du plastique        |                    | 2:36 |
| 11. | L'Amour                      |                    | 2:16 |
| 12. | L'été s'en fout              |                    | 2:59 |
| 13. | Les Copains d'la Neuille     |                    | 3:06 |
| 14. | Harmonie du soir             | Charles Baudelaire | 2:55 |
| 15. | Le Serpent qui danse         | Charles Baudelaire | 2:50 |
| 16. | Les Hiboux                   | Charles Baudelaire | 2:54 |
| 17. | Le Léthé                     | Charles Baudelaire | 3:54 |
| 18. | Le Revenant                  | Charles Baudelaire | 2:01 |
| 19. | La Mort des amants           | Charles Baudelaire | 3:49 |
| 20. | L'Invitation au voyage       | Charles Baudelaire | 3:38 |
| 21. | Les Métamorphoses du vampire | Charles Baudelaire | 3:13 |
| 22. | À celle qui est trop gaie    | Charles Baudelaire | 3:54 |
| 23. | La Vie antérieure            | Charles Baudelaire | 3:20 |
| 24. | La Pipe                      | Charles Baudelaire | 1:20 |
| 25. | Brumes et Pluies             | Charles Baudelaire | 1:54 |

| 1.  | Le Temps du tango                                           | Jean-Roger Caussimon | 3:50 |
| 2.  | Mon Sébasto                                                 | Jean-Roger Caussimon | 5:11 |
| 3.  | Java partout                                                |                      | 3:07 |
| 4.  | La Zizique                                                  |                      | 2:52 |
| 5.  | La Chanson triste (2e version)                              |                      | 3:27 |
| 6.  | La Vie moderne                                              |                      | 7:26 |
| 7.  | Mon camarade                                                | Jean-Roger Caussimon | 4:14 |
| 8.  | L'été s'en fout (2e version)                                |                      | 3:28 |
| 9.  | Le Jazz band                                                |                      | 3:42 |
| 10. | L'Étang chimérique                                          |                      | 3:15 |
| 11. | Dieu est nègre                                              |                      | 5:14 |
| 12. | Les Copains d'la Neuille (2e version)                       |                      | 3:35 |
| 13. | Tahiti                                                      |                      | 4:20 |
| 14. | Comme dans la haute (enregistré en public à Bobino en 1958) |                      | 4:11 |
| 15. | Flamenco de Paris (enregistré en public à Bobino en 1958)   |                      | 4:04 |
| 16. | Les Indifférentes (enregistré en public à Bobino en 1958)   |                      | 4:36 |
| 17. | Pauvre Rutebeuf (enregistré en public à Bobino en 1958)     | Rutebeuf             | 4:23 |
| 18. | La Zizique (enregistré en public à Bobino en 1958)          |                      | 2:35 |
| 19. | Paris Canaille (enregistré en public à Bobino en 1958)      |                      | 2:15 |